# Indicopleustes
Indicopleustes är ett släkte av insekter. Indicopleustes ingår i familjen hornstritar.
Kladogram enligt Catalogue of Life:
| Indicopleustes | \| \| Indicopleustes albomaculatus \| \| \| \| \| \| Indicopleustes apicatus \| \| \| \| \| \| Indicopleustes curvatus \| \| \| \| \| \| Indicopleustes fuscomaculatus \| \| \| \| \| \| Indicopleustes typicus \| \| \| \| |
|                | \| \| Indicopleustes albomaculatus \| \| \| \| \| \| Indicopleustes apicatus \| \| \| \| \| \| Indicopleustes curvatus \| \| \| \| \| \| Indicopleustes fuscomaculatus \| \| \| \| \| \| Indicopleustes typicus \| \| \| \| |
|                | Indicopleustes albomaculatus |
|                | |
|                | Indicopleustes apicatus |
|                | |
|                | Indicopleustes curvatus |
|                | |
|                | Indicopleustes fuscomaculatus |
|                | |
|                | Indicopleustes typicus |
|                | |